# 오카리베역
오카리베역(일본어: 大狩部駅)은 일본 홋카이도 사루 군 히다카정에 위치한 홋카이도 여객철도 히다카 본선의 철도역이다. 단선 승강장 1면 1선의 구조를 갖춘 지상역이다.

## 이용 현황
- 1981년도 : 11명
- 1992년도 : 12명

## 역 주변
- 국도 제235호선

## 역사
- 1958년 7월 15일 : 일본국유철도 히다카 본선의 오카리베역으로서 개업. 여객 취급만.
- 1987년 4월 1일 : 일본국유철도 분할 민영화에 의해, 홋카이도 여객철도가 승계.
- 2021년 4월 1일 : 폐역.

## 인접 역
| 홋카이도 여객철도 히다카 본선 | 홋카이도 여객철도 히다카 본선 | 홋카이도 여객철도 히다카 본선 |
| ----------------------------- | ----------------------------- | ----------------------------- |
| 아쓰가 도마코마이 방면        | ■ 히다카 본선                 | 셋푸 사마니 방면              |